# Stazione di Moregine
La stazione di Moregine è una stazione della ferrovia Circumvesuviana, sita nel comune di Pompei.
Si trova sulla ferrovia Torre Annunziata-Sorrento.

## Storia
La stazione è stata inaugurata alla fine degli anni Novanta del secolo scorso, costruita in una zona scarsamente popolata, tanto da risultare una delle meno frequentate della linea. L'intenzione era di realizzare una fermata in prossimità di un'area in cui sarebbero sorti diversi centri commerciali, rendendoli facilmente raggiungibili. L'idea iniziale è stata tuttavia disattesa, data la distanza della fermata dagli stessi e la scomodità del tragitto interposto. 
La stazione è chiusa dal marzo 2023 per consentire il completamento dei lavori di raddoppio della linea .

## Strutture e impianti
La stazione dispone di un fabbricato viaggiatori ed ascensori, mai entrati in funzione. All'interno si contano 3 binari passanti, serviti da banchine collegate da un sottopassaggio.

## Movimento
Il movimento passeggeri era scarso e concentrato nelle ore di punta.
Nella stazione fermavano tutti i treni diretti a Napoli e a Sorrento.